# Mönchchairchan Uul
Der Mönchchairchan Uul (mongolisch Мөнххайрхан уул, auch: Gora Munkh-Khayrkhan-Ula, russisch Мунх-Хайрхан, Mönhö Hayrhan Uula, Mönkh Khaïrkhan Uul, dt.: „Ewiger Heiliger Berg“) ist ein Gebirgsmassiv im mongolischen Teil des Altai Gebirges.

## Geographie
Das Massiv erreicht Breiten von 40 bis 80 km und zieht sich mehr als 200 km von Nordwesten nach Südosten über die Grenze der Provinzen Bajan-Ölgii-Aimag und Chowd-Aimag mit den Distrikten (Sum) Mönchchairchan Sum, und Bulgan.
Das Gebirge ist gekennzeichnet durch Permafrostboden und Gletscher, die sich unter den extremen Bedingungen der zentralasiatischen Wüste gebildet haben. Die Gletscher bilden riesige natürliche Süßwasserressourcen und die Quelle vieler Flüsse. Aufgrund ihrer Bedeutung wurde das Gebiet 2006 durch die 26. Resolution der Regierung unter Schutz gestellt. Die Parkverwaltung befindet sich im Zentrum des Mönchchairchan Sum.
Der Noyon-Gipfel erreicht 4362 m und ist der zweithöchste Gipfel der Mongolei. Ein weiterer Gipfel erreicht 3671 m Höhe. Schnee und Gletscher bedecken eine Fläche von ca. 200 km². Die durchschnittliche Mächtigkeit der Gletscher beträgt mehr als 130 Meter, was fast dem doppelten Vorrat der Gewässer des Landes und dem fünffachen des Grundwasser-Vorrats entspricht. Die Gletscher im mongolischen Altai-Gebirge sind dagegen durchschnittlich nur 56 m mächtig. Große Flüsse wie Bulgan, Sencher, Üjentsch und Bodonch entspringen im Mönchchairchan-Gebirge.
Die Bevölkerung im Umkreis besteht hauptsächlich aus Altai-Urianchai. 

## Natur
In dem Gebiet herrschen sibirische Wälder und zentralasiatische Wüstenpflanzen vor, sowie die kasachisch-turanische Flora im Westen und die ostasiatische Flora im Osten. Zalaa Uul, Magnai Uul und Ich Ongog in der Nähe von Bayandavaa im Sum Bulgan beherbergen einige der seltensten Pflanzen der Mongolei. Darunter finden sich Heilpflanzen wie Vansemberuu, Tavan Salaa, Wacholder, goldene Kerze, Jamyanmyadag, Goldrute und Yumduujin. Es gibt einen Lärchenwaldstreifen mit einer Gesamtfläche von 198 Hektar. An den Flüssen wachsen Lärchen, rote Birken, Pappeln, Weiden, Saxaul (Haloxylon), Sanddorn, Ulmen und andere Sträucher. 
Das Gebirge ist reich an Wildtieren: Argali-Wildschafe, Steinböcke, Hirsche, Schneeleopard, Schneehühner, Wölfe, Ziesel, Otter und Biber. Die Eidechse (Cyrtopodion elongatus? Тойрмын хонин гүрвэл) ist endemisch in Mönchchairchan.